# Stathmostelma welwitschii
Stathmostelma welwitschii är en oleanderväxtart som beskrevs av James Britten och Rendle. Stathmostelma welwitschii ingår i släktet Stathmostelma och familjen oleanderväxter. Utöver nominatformen finns också underarten S. w. bagshawei.